# Asko Salokorpi
Asko Matti Salokorpi, född 15 april 1935 i Viborg, död 20 december 2009 i Helsingfors, var en finländsk arkitekturskribent och författare.
Salokorpi blev filosofie kandidat 1956 och tjänstgjorde under åren 1956–1972 och 1976–1986 vid Finlands arkitekturmuseum som arkivarie, forskningschef och biträdande museichef. Han har även bedrivit forskning vid Helsingfors stadsmuseum, verkat som frilansforskare och arkitekturkritiker samt författat en rad böcker inom ämnet arkitektur.